# 愛逢岬
愛逢岬（あいあいみさき、座標）は、静岡県の伊豆半島最南部にある岬。また、岬の近くを走る静岡県道16号下田石廊松崎線に面した観光施設は「あいあい岬」（座標）と呼ばれ、そのすぐ近くには東海バスの「愛逢岬」バス停（座標）がある。「奥石廊大根展望所」とも呼ばれる。
「あいあい岬」の所在地は賀茂郡南伊豆町入間1839-1で、石廊崎の西方に広がる奥石廊崎（奥石廊）にある観光名所の1つである。また愛逢岬について、「奥石廊」の通称であるとする文献もある。

## 概要

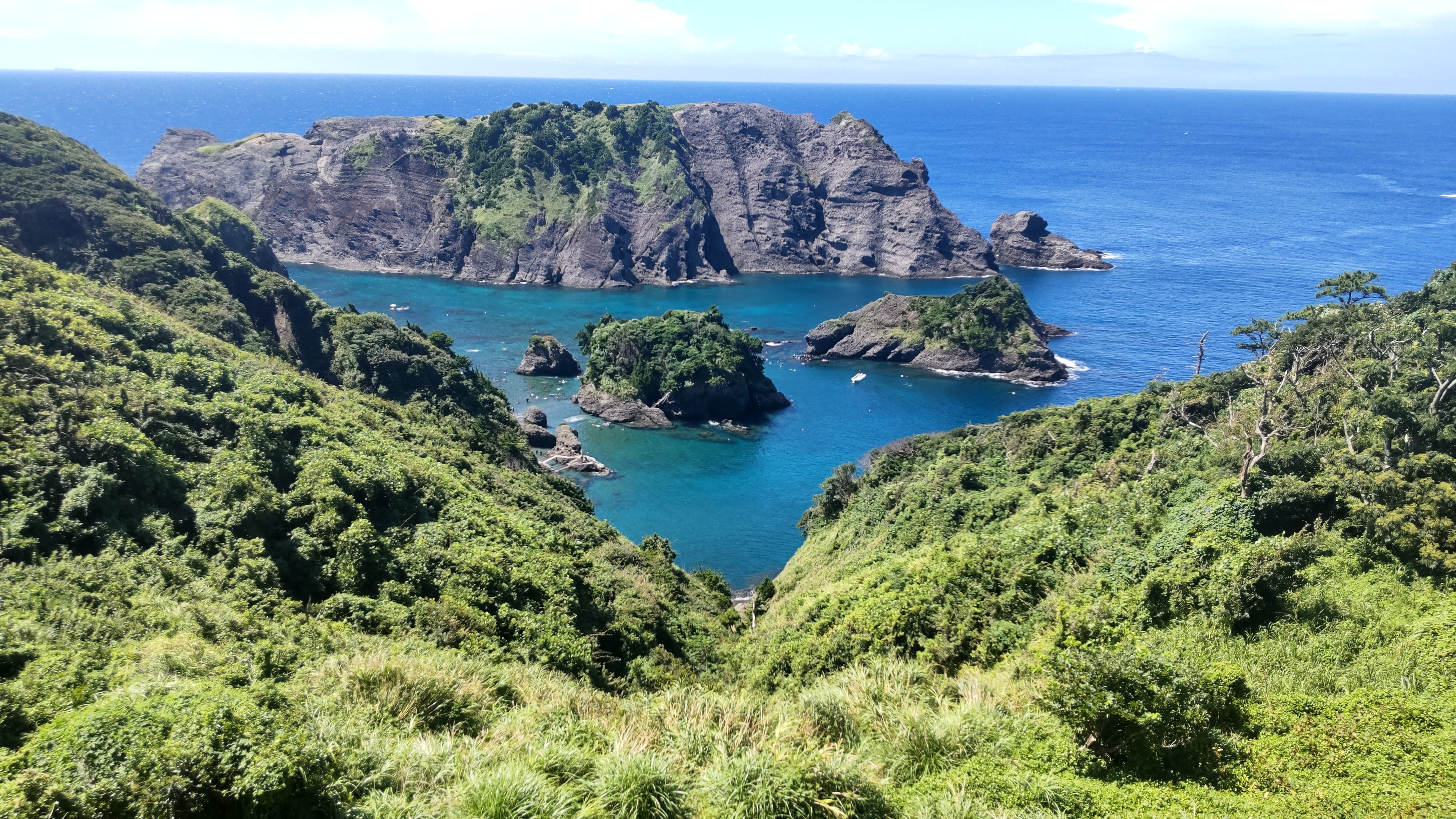
愛逢岬付近を走る県道下田石廊松崎線から見たヒリゾ浜。奥に見える大きな島が「大根島」。

愛逢岬のある奥石廊一帯は、数百万年前の海底火山の噴出物が広く分布しており、岩石海岸の険しい海岸線が特徴的な一帯である。周辺には火山活動で形成された火山角礫岩層が隆起し、荒波によって削られた波食地形が広がる。「奥石廊大根展望所」（あいあい岬）の真下には、北から順に「ボウムキ」（座標）「新宿（しょいのり）」（座標）「トビ根」（座標）「小棚」（座標）「棚」（座標）という岬が、その対岸近くにも「アミダ」（座標）や「ゾウガネ」（座標）「ケサカ」（座標）と呼ばれる岩礁がそれぞれありイシダイ・モロコなどが釣れる磯釣りのポイントとして紹介されている。
「あいあい岬」は石廊崎と中木の間の海岸の海食崖上に位置する。県道沿いに売店・駐車場・トイレが設置された施設であり、展望台も整備されている。駐車場は大型車2台分、普通車20台分があるが、大型バス駐車場はない。伊豆西南海岸の複雑な海岸線と駿河湾を眺望できる展望ポイントとして知られ、波勝崎も見渡すことができる。狩野謙一・伊藤谷生 (2016) は愛逢岬を「西伊豆の海岸沿いでは最高クラスの展望台」と評している。美しい夕日が見えることでも有名である。

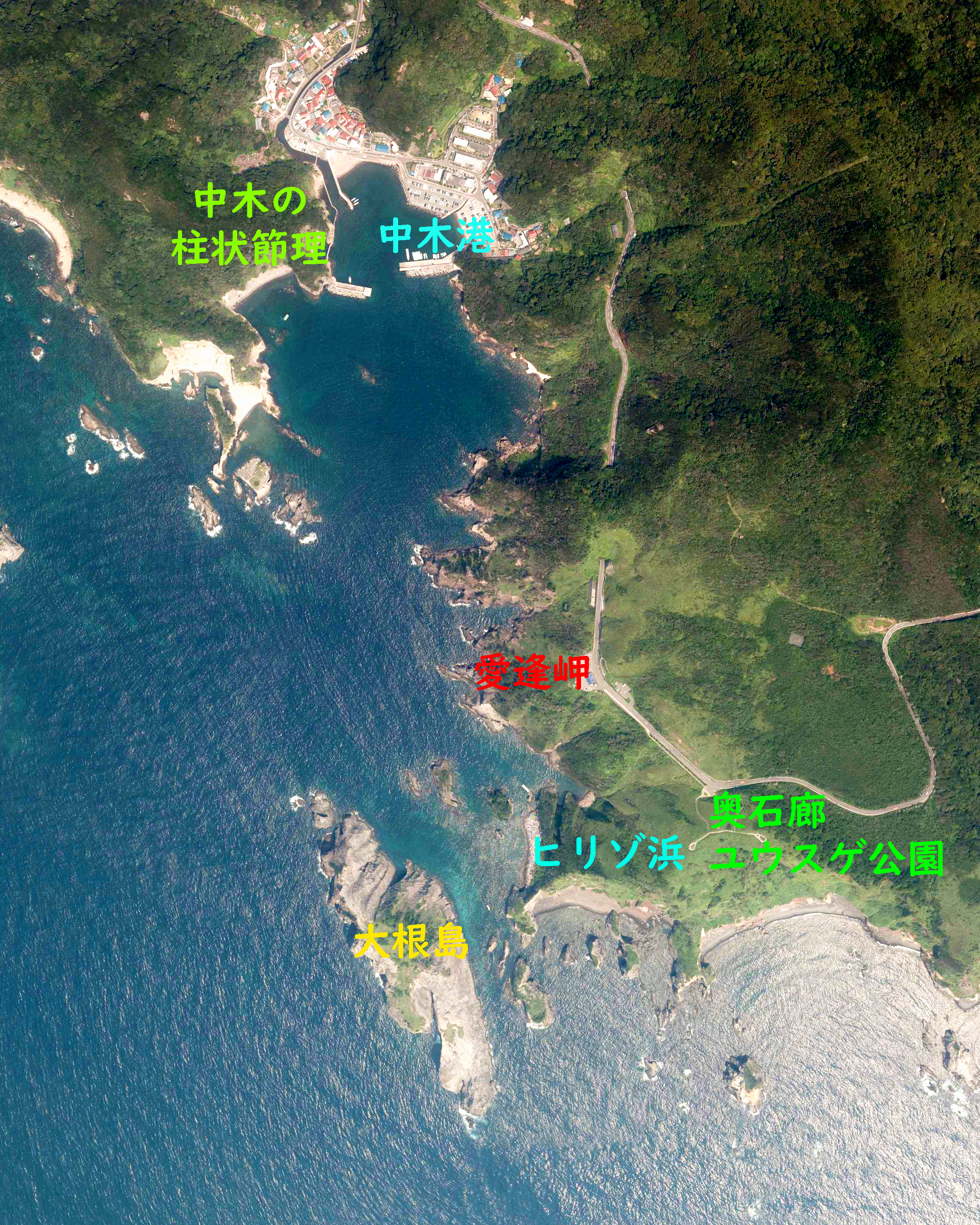
愛逢岬周辺の空中写真。。2013年8月11日撮影。

愛逢岬展望台から下田石廊松崎線沿いに約300 m西方には「ユウスゲ公園」（座標）があり、同公園内には愛逢岬の名に由来する「幸せを招く鐘」が設置されている。その一帯は「池の原」と呼ばれる高原で、険しい海岸線が特徴的な奥石廊にあって、中期更新世に活動した「南崎火山」という火山の噴出物（玄武岩質の溶岩流やスコリア丘）による緩やかな草原の丘が広がるエリアである。愛逢岬の正面には「大根島」という無人島がそびえ、周囲の雄大な海岸線を一望できる。この大根島は周囲一帯では最大の島で、石廊崎安山岩層の水中自砕溶岩で構成されている。また愛逢岬からはヒリゾ浜が見下ろせるが、岬からヒリゾ浜まで泳いで渡ることは禁止されている。
「愛逢岬」バス停はピンクのハート型になっており、記念撮影スポットとして人気を集めている。これは、愛逢岬が龍宮窟（下田市）や恋人岬（伊豆市）とともに伊豆半島における「恋のパワースポット」とされていることから、2019年4月以降に東海バスがバス停の形をハート型にリニューアルしたものである。なお、バスの停車本数は1方向あたり1 - 2便/日と少ない。

## 歴史
奥石廊崎は石廊崎とともに、南伊豆町にとって重要な観光地である。「あいあい岬」では2011年（平成23年）3月末まで、約20年間にわたって伊豆急物産（伊豆急ホールディングスの子会社、現：伊豆急コミュニティー）が売店を経営していた。しかし石廊崎ジャングルパークの閉園（2003年）などにより、県道下田石廊松崎線の交通量が大幅に減少したことなどが原因で、「あいあい岬」の売店は赤字経営が続いたため、伊豆急物産は2011年3月限りで売店を閉店した。その後、管理上の問題から売店の建物（鉄骨平屋建て、面積約96 m2）・駐車場を所有する伊豆急不動産がバリケードを設置して駐車場を閉鎖する可能性が浮上したため、南伊豆町は同年7月に伊豆急不動産と賃貸契約を交わすことで駐車場・トイレを引き続き利用できる状態にした。その後も売店施設の利用が課題となっていたが、2012年（平成24年）7月14日には南伊豆町観光協会が、伊豆半島ジオパーク構想と連携した伊豆地区初のジオパークビジターセンターを売店施設内に開設し、同日から同年12月末までの来場者は2万1025人を記録した。それ以降は毎年4万人が訪れ、大型バスのコースにもなっており、2017年（平成29年）7月23日に来場者20万人を達成した。同センター内ではジオパークに関する展示（半島の成り立ち、近隣ジオサイトの解説パネル、町内外で採取された岩石の現物など）だけでなく、土産・軽食の販売も行われていた。同年時点で、ジオパークセンターの年間売上額は1,000万円超に達していた。
2012年10月17日に奥石廊崎を訪問した静岡県知事の川勝平太は、愛逢岬で自然景観の美しさを形容した詩を詠み、翌2013年（平成25年）1月にはビジターセンター入口付近の壁に、川勝の詠んだ詩を森清範（清水寺住職）が揮毫した額が展示された。2019年（平成31年）4月1日に「石廊崎オーシャンパーク」が開園したことに伴い、ビジターセンターはあいあい岬からオーシャンパーク敷地内に移転した。このため、あいあい岬の売店は同年3月18日から閉鎖され、建物は伊豆急物産に返還されたが、土地の賃借・管理は引き続き南伊豆町が行うこととなり、あいあい岬のトイレと駐車場は引き続き開放されていた。同年4月27日にはNPO法人「伊豆未来塾」の運営で店名を「夕日のカフェ」と改めて店舗の営業が再開され、閉店前と同じく喫茶・土産販売などが行われた。その後、2023年（令和5年）9月には伊豆の自然に魅了されてイギリスから移住した夫婦がオーナーとなり、伊豆の自然をコンセプトにした土産物店兼カフェ「サウスポイント カフェアンドギフト」が開店した。

## メディアでの紹介
2019年4月 - 6月にかけて行われた「静岡デスティネーションキャンペーン」の宣伝のため、東日本旅客鉄道（JR東日本）が同年3月から放送したテレビCM「大人の休日倶楽部『伊豆半島ジオパーク編』」では、伊豆半島のジオサイトの1つとして愛逢岬が取り上げられている。